# Marantochloa congensis
Marantochloa congensis är en strimbladsväxtart som först beskrevs av Karl Moritz Schumann, och fick sitt nu gällande namn av Jean Joseph Gustave Léonard och Mullend. Marantochloa congensis ingår i släktet Marantochloa och familjen strimbladsväxter. Inga underarter finns listade.